# Elena Segura Trejo
Elena Segura Trejo es una política mexicana. Es Licenciada en Derecho, por la Universidad Nacional Autónoma de México Campus Fes Acatlán. Fue jefa Delegacional Interina de la Delegación Venustiano Carranza (2012). Forma parte del Instituto Nacional de la Mujer en el Distrito Federal (INMUJER-DF) y la Fundación Mexicana de Fomento Educativo para la Prevención y Detección Oportuna del Cáncer de Mama(FUCAM).

## Carrera política
Dentro de sus principales cargos en los que ha destacado son como diputada federal suplente en la LX Legislatura en el año 2006, fue directora de Operación en el Fideicomiso Casa Propia (FICAPRO), como directora de Desarrollo en el Instituto  de la Vivienda de la Ciudad de México (INVI), coordinadora judirica en el Fideicomiso de Vivienda, Desarrollo Social y Urbano (FIVIDESU) y coordinadora de Regularización Territorial de la Dirección General de Regularización Territorial.